# Jean Bart (1940)
Jean Bart – francuski pancernik typu Richelieu z okresu II wojny światowej nazwany imieniem siedemnastowiecznego admirała Jeana Barta.

## Historia
Francuski pancernik Jean Bart był drugim pancernikiem typu Richelieu. Został zbudowany w stoczni Ateliers et Chantiers de Saint-Nazaire Penhoët w St. Nazaire. Stępkę pod jego budowę położono 12 grudnia 1936, a wodowanie nastąpiło 6 marca 1940. Pancerniki typu Richelieu były projektowane z myślą o przeciwstawieniu się włoskiej flocie, a w szczególności jednostkom typu Vitorio Veneto.
W czerwcu 1940 bez jednej wieży artylerii głównej i wyposażony w 75%, aby uniknąć zajęcia przez wojska niemieckie, udał się do portu w Casablance. 8 listopada 1942 podczas lądowania aliantów w Maroku został ostrzelany przez amerykański pancernik USS „Massachusetts” i zbombardowany przez bombowce nurkujące SBD Dauntless z lotniskowca USS „Ranger”. Po otrzymaniu 8 trafień pociskami kaliber 406 mm został osadzony na mieliźnie w Casablance, gdzie pozostał do końca wojny. 10 listopada „Jean Bart” ostrzelał amerykański ciężki krążownik USS „Augusta”, w odwecie kolejny raz został zaatakowany przez lotnictwo pokładowe. Po otrzymaniu dwóch trafień bombami 500 kg został definitywnie wyłączony z walki.
W 1945 wrócił do Francji. Został ukończony i wcielony do służby w 1949. W 1956 wziął udział w działaniach na Morzu Śródziemnym związanych z kryzysem sueskim. W 1969 został złomowany w japońskiej stoczni.